# Rita Kühne
Rita Kühne (Dresda, 5 gennaio 1947) è un'ex velocista tedesca, specializzata nei 400 metri piani.

## Biografia
Durante la propria carriera ha vinto la medaglia d'oro nella staffetta 4×400 metri ai Giochi olimpici di Monaco di Baviera 1972, nonché la medaglia d'oro nella staffetta 4×400 m ai Campionati europei di Helsinki nel 1971.
Ha stabilito 3 record mondiali con la 4×400 m:
- Staffetta 4×400 metri: 3'29"28 ( Helsinki, 15 agosto 1971)
- Staffetta 4×400 metri: 3'28"48 ( Monaco di Baviera, 9 settembre 1972)
- Staffetta 4×400 metri: 3'22"95 ( Monaco di Baviera, 10 settembre 1972)

## Palmarès
| Anno | Manifestazione  | Sede     | Evento  | Risultato | Prestazione | Note            |
| ---- | --------------- | -------- | ------- | --------- | ----------- | --------------- |
| 1971 | Europei         | Helsinki | 4×400 m | Oro       | 3'29"30     |                 |
| 1972 | Giochi olimpici | Monaco   | 4×400 m | Oro       | 3'22"95     | Record mondiale |

## Altre competizioni internazionali
1973
- Coppa Europa di atletica leggera ( Edimburgo)

1975
- Coppa Europa di atletica leggera ( Nizza)